# Anysrius chamberlini
Anysrius chamberlini es una especie de arácnido del orden Pseudoscorpionida de la familia Syarinidae.

## Distribución geográfica
Se encuentra en Tasmania (Australia).